# Mineslund
Mineslund er en lille herregård på halvøen Asnæs, som er dannet i 1798 af Christian Cornelius Lerche til Lerchenborg. Gården ligger i Årby Sogn, Kalundborg Kommune.
Ejendommen har tidligere hørt under godset Lerchenborg, men blev i 1952 solgt fra sammen med Asnæsgården.
Mineslund Gods er på 247 hektar og producerer og sælger økologisk kød og pålæg.

## Ejere af Mineslund
- (1798-1852) Christian Cornelius Lerche
- (1852-1885) Christian Albrecht Lerche
- (1885-1927) Christian Cornelius Lubbi Lerche-Lerchenborg
- (1927-1928) J. Bruhn
- (1928-1950) Peter Andreas Lund
- (1950-1952) Enkefru Marie Lund
- (1952-1989) Titi Petersdatter Lund gift Vinsand
- (1989-) Eirik Knutson Vinsand